# Ballana coarcta
Ballana coarcta är en insektsart som beskrevs av Delong 1937. Ballana coarcta ingår i släktet Ballana och familjen dvärgstritar. Inga underarter finns listade i Catalogue of Life.